# Rock My Heart
A Rock My Heart című kislemez a trinidad-német származású Haddaway 4. és egyben utolsó kimásolt kislemeze a The Album című 1993-ban megjelent stúdióalbumról.  A dalban Natascha Wright vokálozik, aki korábban Dj Bobo és La Bouche dalokban is közreműködött.
A dal slágerlistás helyezéseket elért ugyan, de a lista élére nem sikerült kerülnie.

## Megjelenések
12"  Egyesült Királyság Logic Records  74321 194121
- A1	Rock My Heart (Extended Mix) - 5:58
- A2	Rock My Heart (Radio Mix) - 4:08
- B1	Rock My Heart (Celebration Mix) - 5:48
- B2	Rock My Heart (Trime'N Delgado Club-Mix) - 5:43

## Slágerlisták

### Évi összesített listák
| Slágerlista (1994)                                  | Legjobb helyezés |
| --------------------------------------------------- | ---------------- |
| Ausztrália (ARIA)                                   | 83               |
| Ausztria (Ö3 Austria Top 40)                        | 12               |
| Belgium (Ultratop 50 Flanders)                      | 5                |
| Canada Dance (RPM)1                                 | 7                |
| Europe (Eurochart Hot 100 Singles)                  | 7                |
| Finland (Suomen virallinen lista)                   | 4                |
| Franciaország (Single Top 100)                      | 11               |
| Németország (Media Control Charts)                  | 10               |
| Ireland (IRMA)                                      | 9                |
| Italy (FIMI)                                        | 21               |
| Hollandia (Top 40)                                  | 12               |
| Új-Zéland (Recorded Music NZ)                       | 43               |
| Spain (AFYVE)                                       | 11               |
| Svédország (Sverigetopplistan)                      | 17               |
| Svájc (Schweizer Hitparade)                         | 10               |
| United Kingdom (The Official Charts Company)        | 9                |
| U.S. Billboard Hot Dance Music/Maxi-Singles Sales 1 | 25               |

1 "Stir It Up" / "Rock My Heart"

### Év végi összesítések
| Slágerlista (1994) | Helyezés |
| ------------------ | -------- |
| Dutch Top 40       | 84       |